# Hyundai Motor Group
Хјундаи мотор група (кореј. 현대자동차그룹, енгл. Hyundai Motor Group) или Хјундаи Кија група (енгл. Hyundai Kia Automotive Group) је јужнокорејски мултинационални конгломерат са седиштем у Сеулу. Хјундаи мотор група је други по величини чебол или конгломерат у Јужној Кореји после Самсунг групе.
Хјундаи мотор група је највећи произвођач аутомобила у Јужној Кореји. Према светској ранг лист произвођача аутомобила за 2012. годину са 7,1 милиона возила био је други у Азији иза Тојоте и четврти у свету. Група је формирана кроз куповину 51% предузећа другог највећег јужнокорејског произвођача аутомобила Кију моторс. Хјундаи мотор група се односи на групу међусобно повезаних предузећа са сложеним акционарским аранжманом, где се Хјундаи мотор сматра дефакто представником групе. Након поделе и реструктурирања Хјундаија проистекло је пет различитих пословних група, то су Хјундаи мотор група, Hyundai Heavy Industries, Hyundai Development group, Hyundai Department group и Hyundai Marine & Fire Insurance group.
Хјундаи мотор група обухвата филијале из области аутомобилске индустрије, Хјундаи мотор, Кија моторс и Џенезис моторс, као и из области производње челика, ауто делова, изградње и инжењеринга, жељезничких и одбрамбених возила, машинских алатки, маркетиншке агенције, техничког развоја, логистике, информационе технологије, економије и финансија.

## Галерија
- Hyundai Tucson трећа генерација
- Kia Sportage четврта генерација